# Kasbruch
Der Kasbruch ist ein Wiesental bei Neunkirchen (Saar), das südöstlich der Innenstadt im Waldgebiet zwischen Neunkirchen, Wellesweiler, Ludwigsthal und Furpach liegt. Das Tal ist unbesiedelt und wird für die Wasserversorgung der Stadt Neunkirchen und zur Naherholung benutzt. Seit 1998 ist hier ein 36 ha großes Naturschutzgebiet ausgewiesen zur „Erhaltung, Pflege und Entwicklung eines naturnahen Abschnittes der moorigen Wiesentäler im Bereich des Kasbruchgrabens“. Überregional bekannt wurde der Kasbruch durch die dort gemachten gallorömischen Funde.

## Geographie
Das Wiesental und die Seitentäler bilden eine Kaltluftsenke. An den Talhängen steht der mittlere Buntsandstein an. Das etwa 3 km lange Haupttal verläuft von West nach Ost; die Talsohle ist mit Wiesen und Gehölzen bedeckt. Entwässert wird das ca. 60–80 m breite Tal vom Kasbruchgraben, der nach älteren Karten unterhalb des Wasserwerks Neunkirchen in den Erlenbrunnenbach und unmittelbar darauf mit diesem in die Blies mündete. Aktuell verläuft der Kasbruchgraben bis zum Betriebsgelände des Wasserwerks offen und tritt dort in eine Verrohrung ein.

## Naturschutzgebiet
Die im Kasbruch 1951 festgestellten Arten sind im Heimatbuch von Wellesweiler dargestellt.
Die Verordnung zur Ausweisung als Naturschutzgebiet 1998 nennt als besonders schützenswert die vorkommenden Lebensgemeinschaften wie Großseggenriede, Geißfuß-, Wiesenkerbel- und Pfeifengraswiesen, Ohrweidengebüsche, Moorbirken-Schwarzerlen-Bruchwald sowie Waldsäume.
Als Schutzzweck wird

„die Erhaltung, Pflege und Entwicklung eines naturnahen Abschnitts der moorigen Wiesentäler im Bereich des Kasbruchgrabens

aus Gründen des Arten- und Biotopschutzes, da die vorkommenden Lebensgemeinschaften, wie Großseggenriede, Geißfuß-, Wiesenkerbel- und Pfeifengraswiesen, Ohrweidengebüsche, Moorbirken-Schwarzerlen-Bruchwald sowie Waldsäume in ihrer Vernetzung einer Vielzahl von Pflanzen und Tieren, darunter seltenen und gefährdeten, einen geeigneten Lebensraum bieten,

wegen seiner besonderen klimatischen und hydrologischen Verhältnisse,

wegen seiner Seltenheit und besonderen Eigenart, die durch die speziellen Standortfaktoren und die Kulturgeschichte mit der dort entstandenen Tier- und Pflanzenwelt bestimmt sind.“

 genannt.
Im Jahr 2016 wurde das Naturschutzgebiet unter der Kennung N 6609-302 mit gleichem Namen und gleicher Lage zum Teil des Netzes Natura 2000 erklärt.

## Name
Als Name erscheint 1594 „im Keysbruch“, 1910 „der Kasbruch“. Seit Mitte des 20. Jahrhunderts wird das nicht mehr übliche Grundwort Bruch für „feuchtes Wiesenland“ zunehmend durch Anhängen des Grundworts Tal verdeutlicht. Die Publikationen von 1951 und 2002 verwenden „der Kasbruch“ und „das Kasbruchtal“ unterschiedslos nebeneinander. Der Name des entwässernden Baches erscheint 1740 als „Kasborn“, in der Uraufnahme im 19. Jahrhundert als „Wellesweiler Mühlenfluß“ und auf der Grundkarte als „Kasbruchgraben“. Spang gibt weiterhin an, der Name Kasbruchgraben erscheine auf der TK25, Blatt 6609 Neunkirchen; dies ist zumindest auf der Ausgabe von 1974 nicht der Fall. Am Oberlauf besteht als Kuppe der „Kaskopf“. Die lokale Häufung von Namen mit dem Bestimmungswort „Kas“ deutet Remy 1951 so, dass hier ein gallorömischer Siedlungsname „kasne“ fortgesetzt werde. Das Bestimmungswort ist in der Region jedoch häufiger anzutreffen, so dass ein lokaler Name im Bestimmungswort auszuschließen ist. Ein anderer „Kasbruch“ in der Gemarkung von Kirkel-Neuhäusel ist landschaftlich sehr ähnlich; dort wurde 1990 das Naturschutzgebiet „Neuhäuseler Arm“ eingerichtet. Eine ältere regionale Bezeichnung der Eiche als „Kas“ wird von Kolling 2002 zur Deutung herangezogen. Dass dieses Wort ein galloromanisches oder vorromanisches *cassanus 'Eiche' fortsetzt, ist ein zufälliges Zusammentreffen. Das Pfälzische Wörterbuch bietet ebenfalls Erklärungen an.

## Archäologische Funde
Bei Lesefunden und bei systematischen Grabungen in den Jahren 1921/22 durch den ersten Konservator des Saargebietes Carl Klein und 1952 im Auftrag des Landeskonservators Franz Josef Keller durch Alfons Kolling, traten eine Reihe von Funden hauptsächlich aus gallorömischer Zeit zutage. Offen liegen insbesondere Reste von Steinbrüchen, Felsgräber und eine 12-stufige Felsentreppe, daneben etwas versteckt eine kleine vierstufige Felsentreppe. Der von der Stadt Neunkirchen eingerichtete „Historische Wanderweg Kasbruch“ hat folgende Stationen: Römerzeitlicher Steinbruch – Hausfundament – Steinbruch 'Opferstein' – Jungfernstiege/Jungferntrapp – Felsgräber – Fundorte von Lesefunden – Fundort einer frühfränkischen Eisenschmelze.

## Nutzungsgeschichte
In der frühen Neuzeit bildete das heutige Waldgebiet zwischen Neunkirchen, Wellesweiler, Ludwigsthal und Furpach den Lautzweiler Bann, ein unbewohntes Gebiet, dessen Herrschafts- und Jagdrechte bei Nassau-Saarbrücken und Weide- und Nutzungsrechte bei den umliegenden Gemeinden lagen. 1721 werden dessen Grenzen beschrieben. Der Geograph Tilemann Stella zeichnet in seiner Karte von 1564 die Lautzweiler Mühle im untersten Teil des Kasbruchs ein. Der Mühlweiher, dessen Damm heute noch besteht (Straße von Wellesweiler nach Ludwigsthal) wurde vom Kasbruchgraben und durch den vom Erlenbrunnenbach – bei Stella Enbach – abzweigenden Hirschgraben gefüllt. Bald nach 1721 wurde der Bann zwischen den Gemeinden Neunkirchen und Wellesweiler aufgeteilt und der Name Lautzweiler kam außer Gebrauch.
An der Stelle der Lautzweiler Mühle stand später die Wellesweiler Mühle. Diese wurde im Jahr 1874 – mitsamt den zur Mühle gehörenden Wasserrechten im Kasbruch und am Hirschberg – von der Gemeinde Neunkirchen aufgekauft und abgebrochen. An ihrer Stelle wurde das Wasserwerk Neunkirchen errichtet, das heute im Kasbruch, im benachbarten Tal des Erlenbrunnenbachs und, nachdem diese Quellen den Wasserbedarf der Stadt nicht mehr decken können, auch im Mutterbachtal das Grundwasser fördert.
An der Stelle des 1740 genannten und vor 1763 entwässerten „Bürgenweihers“ wurde 1927 das Freibad Kasbruch angelegt, das bis 2009 bestand. Im November 2011 wurde das Freibad rückgebaut und das Gelände renaturiert.

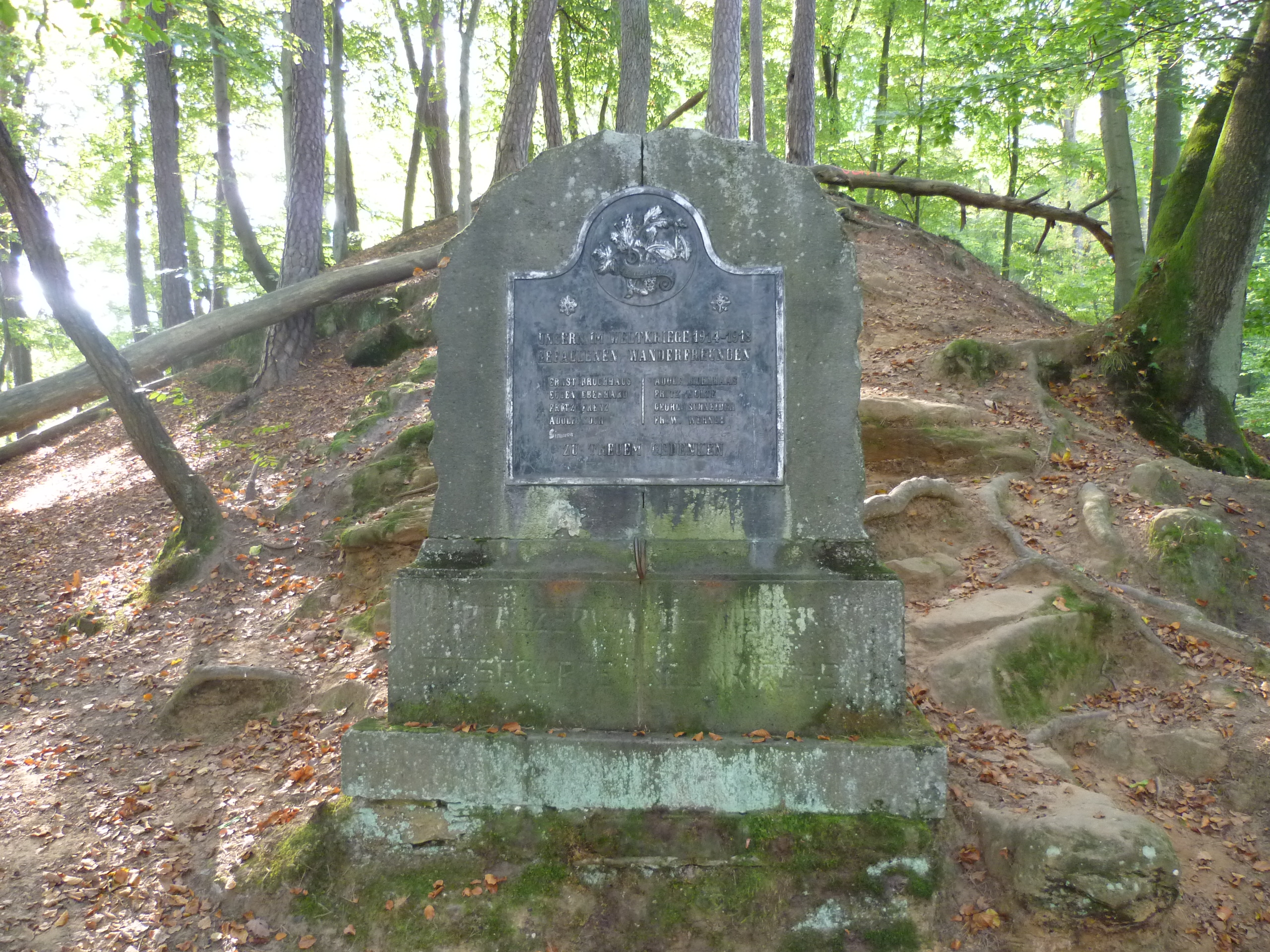
Ehrenmal im Kasbruch
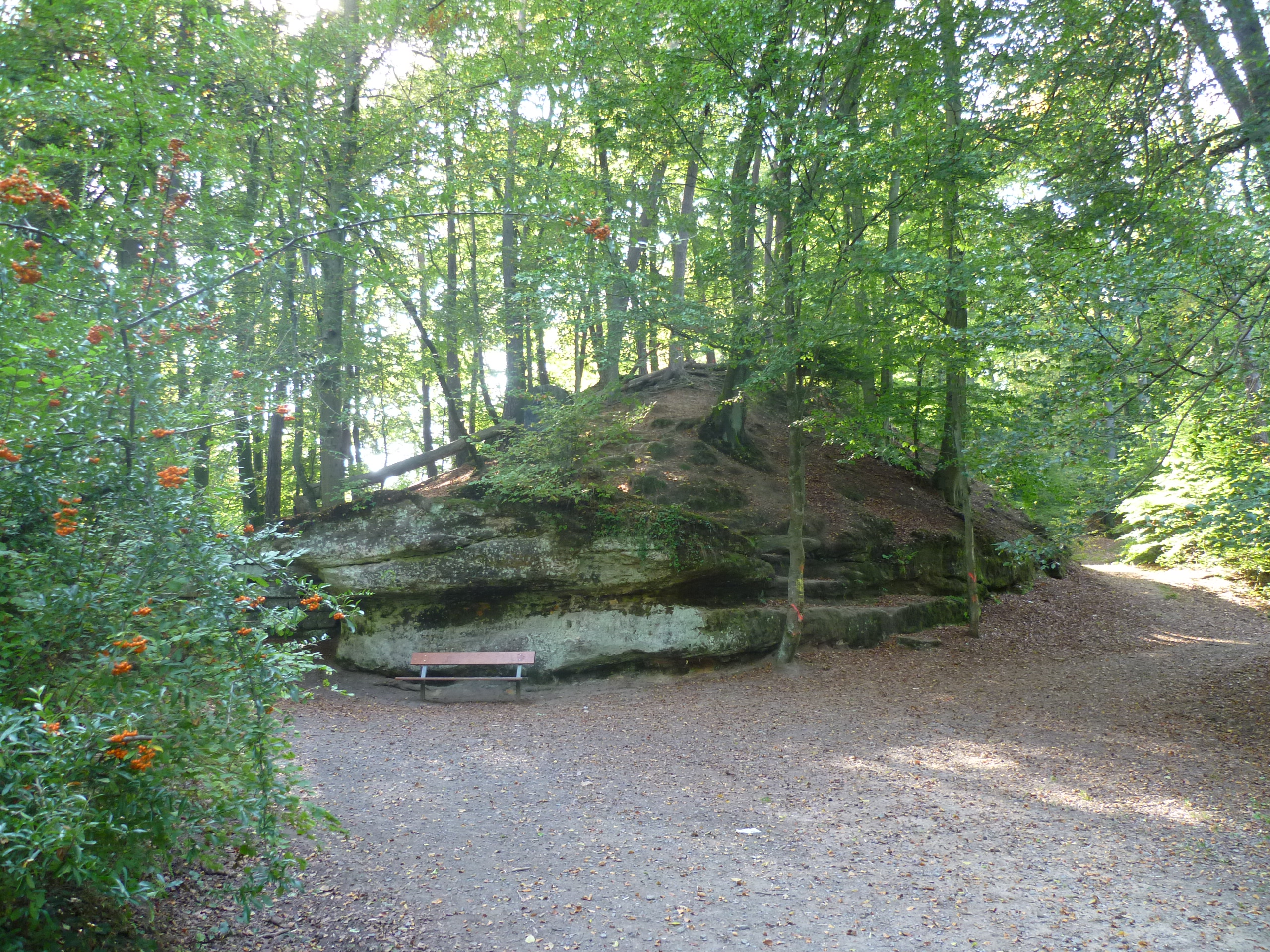
Felsen im Kasbruch
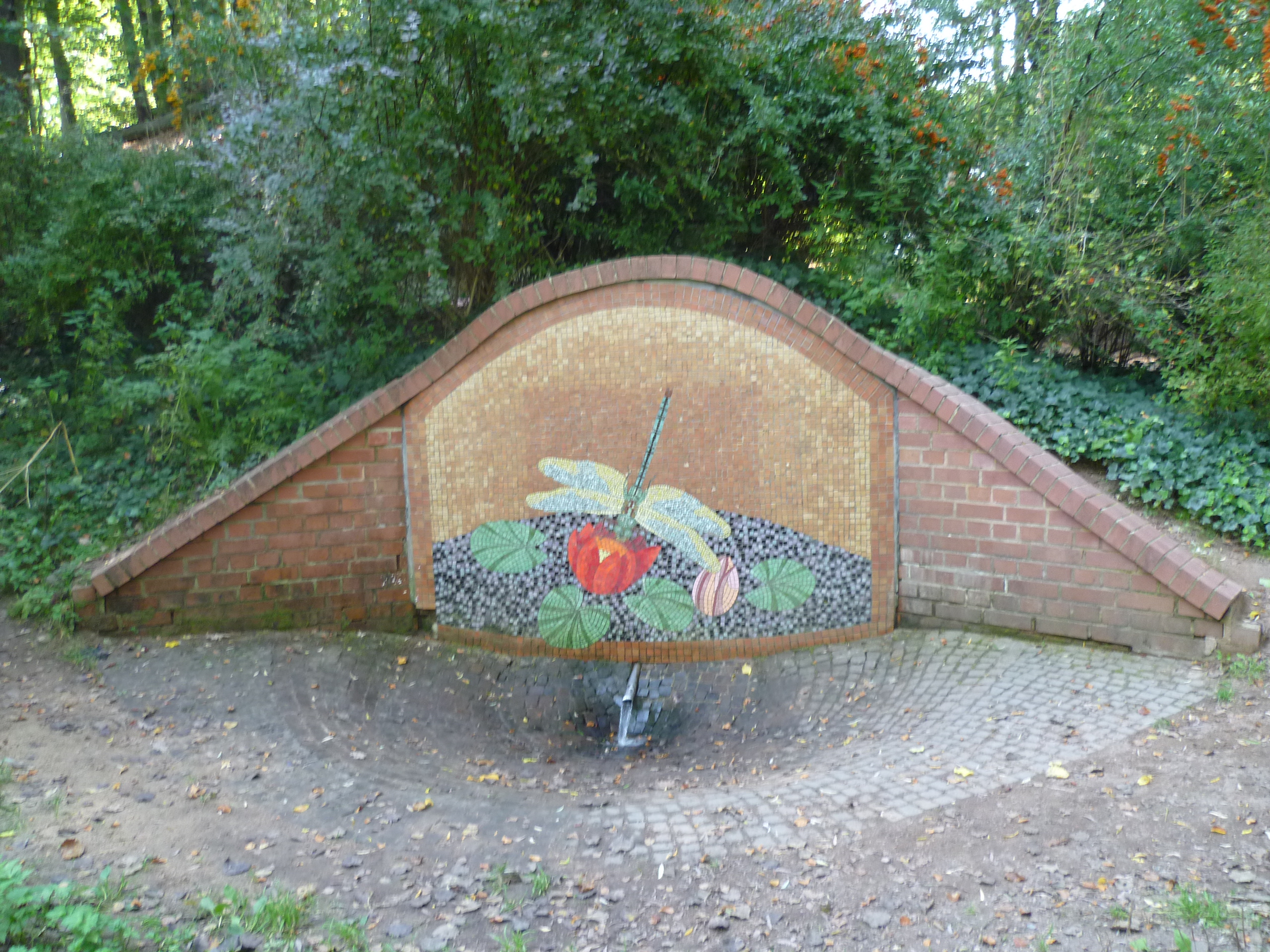
Quelle im Kasbruch
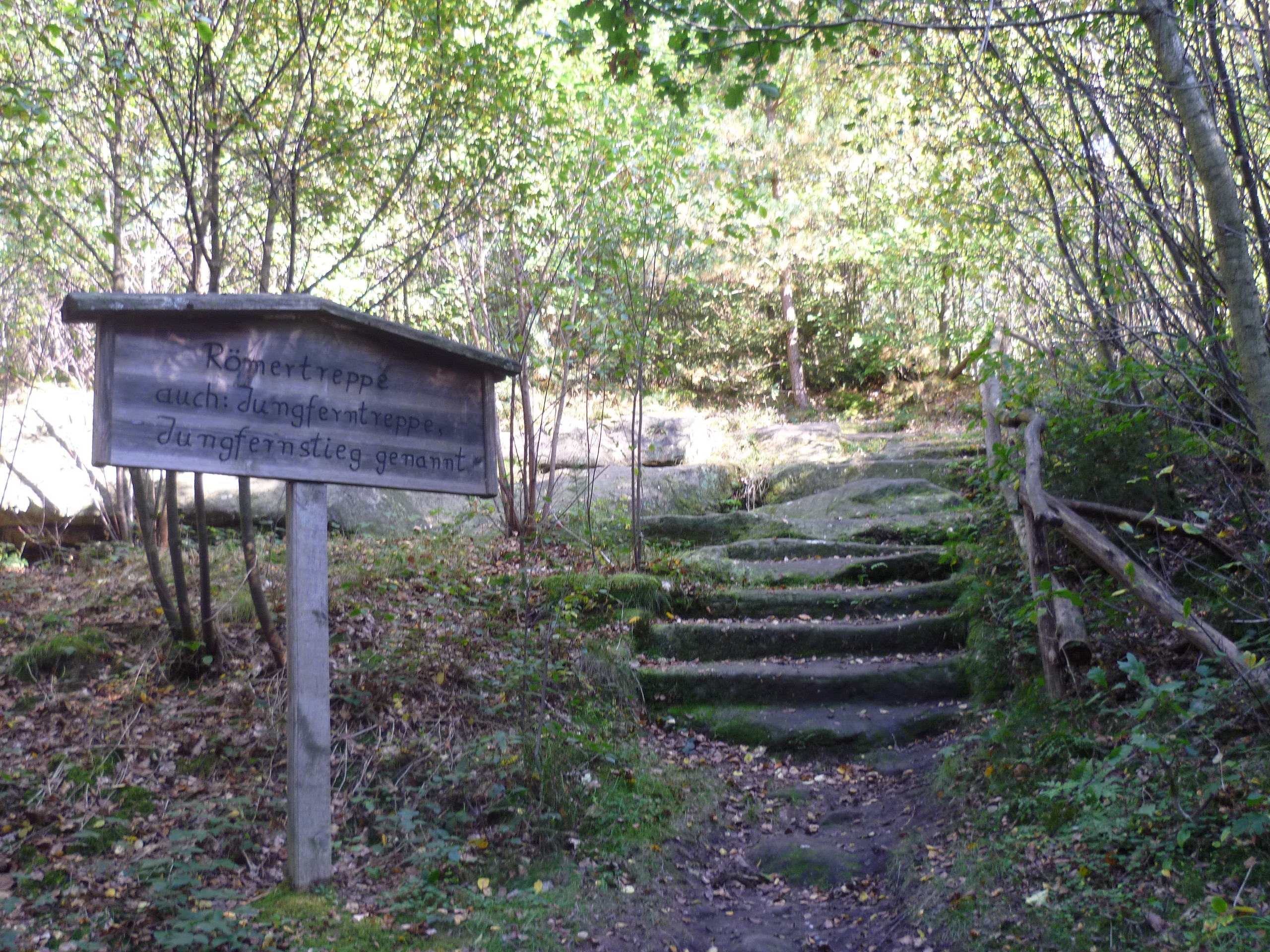
Felsentreppe im Kasbruch